# Синьцзянская клика

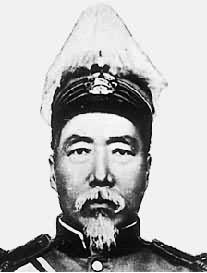
Ян Цзэнсинь

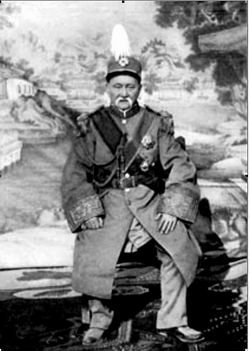
Ма Фусин

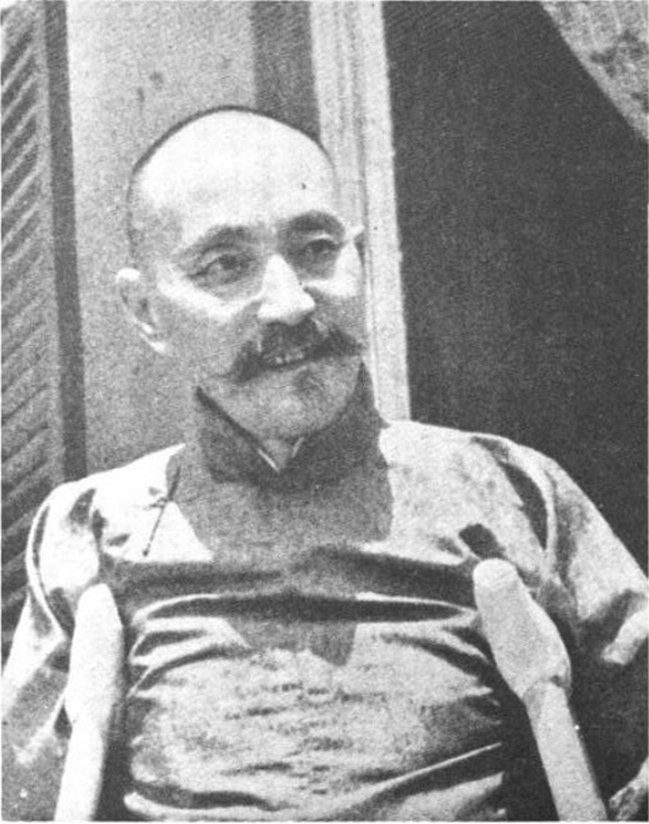
Ма Шаоу

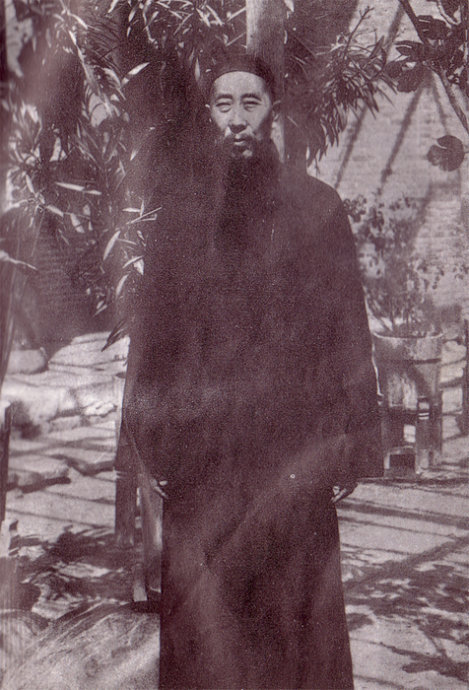
Цзинь Шужэнь

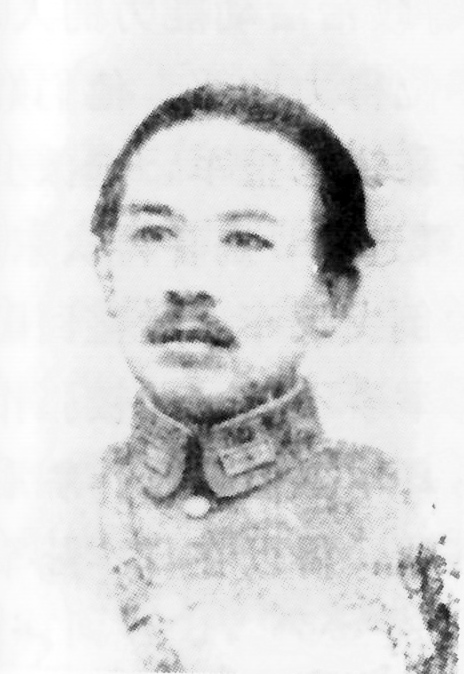
Шэн Шицай

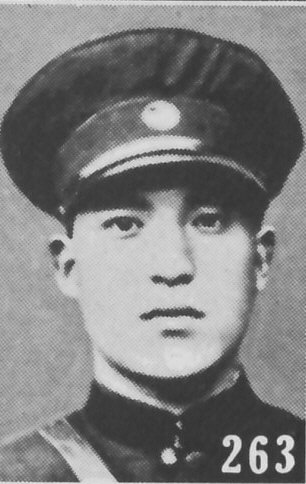
Ма Чжунъин

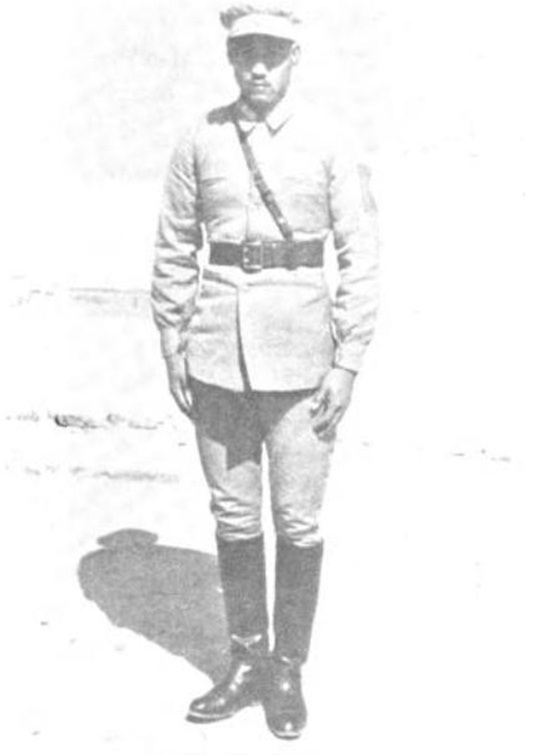
Ма Хушань

Синьцзянская клика — военно-политическая группировка, контролировавшая Синьцзян в период эры милитаристов в Китае. В отличие от других клик, руководство нередко находилось за пределами провинции.

Флаг, использовавшийся Синьцзянской кликой в годы правления Шэн Шицаем

## Захват власти вУрумчи
Во время Синьхайской революции 1911 года цинский губернатор Юань Дахуа покинул Дихуа (Урумчи). Ян Цзэнсинь возглавлял отряд юньнаньцев, с которым смог поднять население на восстание. В результате Ян Цзэнсинь провозгласил себя новым лидером провинции.

## Ян Цзэнсиньво главе Синьцзяна до 1928 года
Сам Ян поддерживал восстановление монархии в масштабах всего государства и восстановления императора. В период войны в защиту республики ему удалось очистить ближайшее окружение от сторонников Юньнаньской клики и её лидера Цай Э. Позднее признал Бэйянское правительство и стал придерживаться политики нейтралитета и изоляции, что помогло Синьцзяну избежать многочисленных конфликтов и потрясений, которые сотрясали остальной Китай.
В клику входили два представителя национальности хуэй, китайские мусульмане Ма Фусин и Ма Шаоу. Они занимали ведущие посты в военной и политической системе провинции.

## Цзинь Шужэньво главе Синьцзяна (1928—1933)
В 1928 году, через несколько дней после признания националистического правительства Гоминьдана в Нанькине, Ян был убит Фань Яонанем. Преемником Ян Цзэнсиня в роли правителя Синьцзяна стал его протеже Цзинь Шужэнь, который был родом из провинции Ганьсу.
Цзинь полностью игнорировал интересы мусульманского большинства провинции, что привело к восстанию 1931 года. Для поддержки восстания в пределы Синьцзяна вторгся милитарист Ма Чжунъин, представлявший мусульман и Клику Ма.

## Шэн ШицайиВосточно-Туркестанская Исламская республика(1933—1934)
В дальнейшем к восстанию против Цзиня подключились и другие силы в регионе, что в итоге привело к созданию Первой Восточно-Туркестанской Исламской республики. Цзинь был свергнут мятежниками в 1933 году.

## Шэн Шицай(1934—1944)
После занятия Кашгара полевыми командирами, советскими и гоминьдановскими войсками, правителем Синьцзяна стал китаец Шэн Шицай. Восточно-Туркестанская Исламская республика ещё контролировала некоторые районы Синьцзяна вплоть до 1937 года.
Важно отметить, что Шэн не был выдвиженцем ни Яна, ни Цзиня — первоначально он был офицером у Го Сунлина и примыкал к одной из «народных армий». Был назначен нанькинским правительством для прохождения службы у Цзиня в конце 1930 года. Война продолжалась с непредсказуемым концом, а Нанькин не мог продолжать военные действия. Разочарованный текущим положением дел, Шэн в 1934 году начал сотрудничать с Советским Союзом. При его поддержке в 1937 году была одержана победа над Ма Хушанем. В итоге Синьцзян фактически находился под протекторатом СССР, а на его территории могла спокойно действовать КПК.

## ГоминьданиВторая Восточно-Туркестанская республика
С началом Второй мировой войны и последующим вторжением немецких войск на территорию Советского Союза в 1941 году, Шэн решает вновь присоединиться к Гоминьдану, для этого он высылает советских советников и начинает преследовать коммунистов. Однако Чан Кайши не мог доверять Шэну, который пытался возобновить переговоры со Сталиным.
В итоге, Чан отстранил его от власти и в 1944 году ввёл прямое управление. Новая администрация, представленная Гоминьданом, вновь столкнулась с сопротивлением местного населения, которое выразилось в еще одном восстании и провозглашении Второй Восточно-Туркестанской республики. Статус Синьцзяна оставался сложным вплоть до создания Синьцзян-Уйгурского автономного района в 1955 году.